# Winter der Toten
Winter der Toten: Ein Spiel mit dem Schicksal ist ein Brettspiel aus dem Jahr 2014 für 2 bis 5 Spieler. Autoren sind Jonathan Gilmour und Isaac Vega, die Gestaltung stammt von David Richards, Fernanda Suárez und Peter Wocken. In Deutschland erschien es im Heidelberger Spieleverlag.